# Eryngium incantatum
Eryngium incantatum là một loài thực vật có hoa trong họ Hoa tán. Loài này được Lucena, Novara & Cuezzo mô tả khoa học đầu tiên năm 2002.